# Stenia bohnkiana
Stenia bohnkiana är en orkidéart som beskrevs av Vitorino Paiva Castro och George Francis, Jr. Carr. Stenia bohnkiana ingår i släktet Stenia och familjen orkidéer. Inga underarter finns listade i Catalogue of Life.